# Full Moon (альбом EXID)
Full Moon (с англ. — «Полнолуние») — четвёртый мини-альбом южнокорейской гёрл-группы EXID. Альбом был выпущен 7 ноября 2017 года компанией Banana Culture и распространен компанией Sony Music. Альбом знаменует возвращение Сольчжи, которая отсутствовала из-за проблем со здоровьем. На этот раз она участвовала в процессе записи, но отсутствовала в промоушене и музыкальном видео заглавного трека.

## Предпосылки и релиз
В середине сентября 2017 года было объявлено, что группа вернется в конце октября с новым альбомом. Добавив, что Сольчжи будет участвовать в процессе записи, но ее участие в промоушене все еще рассматривается. Она отсутствовала в промоушене предыдущего альбома Eclipse в начале 2017 года, из-за проблем смо здоровьем.
В середине октября группа официально выпустила первое тизерное изображение, раскрывая название как Full Moon, формат как мини-альбом и установив дату релиза на 7 ноября 2017 года. 23 октября название заглавного трека было показано как «DDD». Через день после этого расписание было выпущено через официальный аккаунт группы в Twitter. В тот же день тизерные изображения каждого участника были опубликованы до 26 октября, начиная с Хёрин и Чонхвы заканчивая групповой фотографией.
28 октября стало известно, что физическая копия альбома будет включать в себя 100-страничный буклет, фотокарточку-головоломку с обеих сторон, плакат группы и подставку для бумаги. Два дня спустя, трек-лист был раскрыт. Альбом состоит из шести песен, в том числе двух групповых песен и соло от Сольчжи, Чонхвы и Хёрин и сотрудничества от Элли и Хани. В тот же день агентство показало, что Сольчжи не будет участвовать в промоушена альбома, но заверила, что она действительно принимала участие как в записи, так и в фотографиях. В заключительном заявлении говорилось ,что «ее здоровье значительно улучшилось по сравнению с предыдущим, но из-за физических ограничений и ухудшения здоровья, которые могут привести, мы в конечном итоге решили не возобновлять ее деятельность». В тот день также выяснилось, что заглавный трек группы «DDD» был признан непригодным для трансляции телеканалом KBS из-за использования нецензурной брани и вульгарного языка/сленга. Агентство заявило, что они скорректируют текст и попросят пересмотреть его.
Альбом был выпущен 7 ноября 2017 года через несколько музыкальных порталов, включая MelOn и iTunes. Диск был выпущен 9 ноября в Южной Корее.

## Промоушен

### Сингл
«DDD» был выпущен в качестве заглавного трека с альбомом 7 ноября 2017 года. Тизер музыкального видео был выпущен 5 ноября. Музыкальное видео было официально выпущено 7 ноября через официальный канал группы на YouTube.

### Выступление
Группа впервые исполнила «DDD» перед выходом альбома 4 ноября 2017 года, на Dream Concert 2017 в Пхёнчхане. 6 ноября группа исполнила песню в Каннамгу. Группа начала выступать на музыкальных программах 9 ноября на M Countdown.

## Коммерческий успех
Альбом дебютировал под номером 7 в альбомном чарте Gaon, в выпуске чарта от 5-11 ноября 2017 года. Он также дебютировал под номером 6 в мировых альбомах Billboard, за неделю, закончившуюся 25 ноября 2017 года. Альбом дебютировал под номером 19 на диаграмме Gaon за ноябрь 2017 года, продав 16 286 физических копий.

## Трек-лист
| №                   | Название                                   | Текст песни                | Музыка                             | Arrangement                | Длительность |
| ------------------- | ------------------------------------------ | -------------------------- | ---------------------------------- | -------------------------- | ------------ |
| 1.                  | «DDD» (덜덜덜)                             | Shinsadong Tiger LE V!VE   | Shinsadong Tiger LE V!VE           | Shinsadong Tiger           | 3:25         |
| 2.                  | «Too Good to Me»                           | LE Big Bread               | LE Big Bread                       | Shinsadong Tiger Big Bread | 3:24         |
| 3.                  | «Dreamer» (꿈에; Solji solo)               | Monster Factory            | Monster Factory                    | Monster Factory            | 3:24         |
| 4.                  | «Alice» (featuring PinkMoon; Junghwa solo) | PinkMoon Jeonghwa          | Shinsadong Tiger PinkMoon Jeonghwa | Shinsadong Tiger PinkMoon  | 3:19         |
| 5.                  | «Weeknd» (LE X Hani)                       | Shinsadong Tiger LE V!VE   | Shinsadong Tiger LE V!VE           | Shinsadong Tiger           | 4:03         |
| 6.                  | «Foolish» (서툰 이별; Hyelin solo)         | Hyelin GALLERY Kim Min-jun | GALLERY bigguyrobin                | bigguyrobin Midnight       | 4:13         |
| Общая длительность: | Общая длительность:                        | Общая длительность:        | Общая длительность:                | Общая длительность:        | 22:00        |

## Чарты
| Чарты (2017)                | Пиковые позиции |
| --------------------------- | --------------- |
| South Korean Albums (Gaon)  | 7               |
| US World Albums (Billboard) | 6               |